# Communauté de communes de la Région de Ramerupt
La Communauté de communes de la Région de Ramerupt est une ancienne communauté de communes
française, située dans le département de l'Aube et la région Grand Est

## Historique
- 1er janvier 2009 : Création de la CC.

- Le 1er janvier 2017, la Communauté de communes d'Arcis, Mailly, Ramerupt est issue de la fusion des trois communautés de communes de la Région d'Arcis-sur-Aube, du Nord de l'Aube et de la Région de Ramerupt.

## Composition
Elle était composée des communes suivantes le 1er janvier 2016 :
| Nom              | Code Insee | Gentilé        | Superficie (km2) | Population (dernière pop. légale) | Densité (hab./km2) |
| ---------------- | ---------- | -------------- | ---------------- | --------------------------------- | ------------------ |
| Ramerupt (siège) | 10314      | Rameruptiens   | 13,60            | 389 (2014)                        | 29                 |
| Brillecourt      | 10065      | Brillecourtois | 5,73             | 97 (2014)                         | 17                 |
| Chaudrey         | 10091      | Caldériens     | 13,68            | 152 (2014)                        | 11                 |
| Coclois          | 10101      | Cocloisiens    | 6,92             | 183 (2014)                        | 26                 |
| Dampierre        | 10121      | Dampierrois    | 29,36            | 294 (2014)                        | 10                 |
| Dommartin-le-Coq | 10127      | Martinais      | 6,34             | 67 (2014)                         | 11                 |
| Isle-Aubigny     | 10174      | Isliens        | 18,76            | 180 (2014)                        | 9,6                |
| Mesnil-Lettre    | 10236      | Mesnilois      | 8,89             | 59 (2014)                         | 6,6                |
| Morembert        | 10257      | Morembertins   | 2,50             | 35 (2014)                         | 14                 |
| Nogent-sur-Aube  | 10267      | Nogentais      | 16,03            | 356 (2014)                        | 22                 |
| Ortillon         | 10273      | Ortillonais    | 8,02             | 25 (2014)                         | 3,1                |
| Vaucogne         | 10398      | Vaucognois     | 16,51            | 75 (2014)                         | 4,5                |
| Vaupoisson       | 10400      | Vaupoissonnais | 10,79            | 129 (2014)                        | 12                 |
| Verricourt       | 10405      | Vérricourtois  | 6,93             | 46 (2014)                         | 6,6                |
| Vinets           | 10436      | Vinériats      | 9,17             | 179 (2014)                        | 20                 |

## Sources
- Le SPLAF (Site sur la Population et les Limites Administratives de la France)